# Tereza Martincová
Tereza Martincová (Praga, 24 ottobre 1994) è una tennista ceca.

## Carriera
Nel giugno del 2013, Tereza Martincová fa il suo debutto nel main draw di un torneo WTA al Nürnberger Versicherungscup. Dopo aver passato le qualificazioni, perde dalla spagnola Estrella Cabeza Candela nel primo turno.
Un mese dopo, Tereza si qualifica alla Baku Cup, e batte Oksana Kalašnikova nel primo turno, ma nel secondo perde contro Tadeja Majerič.
Raggiunge il suo miglior piazzamento al n. 40 in singolare, il 14 febbraio 2022 e nel doppio al n. 77, il 6 giugno 2022.

## Statistiche WTA

### Singolare

#### Sconfitte (1)
| Legenda              |
| -------------------- |
| Grande Slam (0)      |
| Argenti Olimpici (0) |
| WTA Finals (0)       |
| WTA Elite Trophy (0) |
| Dal 2021             |
| WTA 1000 (0)         |
| WTA 500 (0)          |
| WTA 250 (1)          |

| N. | Data           | Torneo                       | Superficie | Avversaria in finale | Punteggio |
| 1. | 18 luglio 2021 | Livesport Prague Open, Praga | Cemento    | Barbora Krejčíková   | 2-6, 0-6  |

### Doppio

#### Vittorie (1)
| Legenda              |
| -------------------- |
| Grande Slam (0)      |
| Argenti Olimpici (0) |
| WTA Finals (0)       |
| WTA Elite Trophy (0) |
| Dal 2021             |
| WTA 1000 (0)         |
| WTA 500 (0)          |
| WTA 250 (1)          |

| N. | Data              | Torneo                                 | Superficie | Compagna      | Avversarie in finale             | Punteggio |
| 1. | 18 settembre 2022 | Zavarovalnica Sava Portorož, Portorose | Cemento    | Marta Kostjuk | Cristina Bucsa Tereza Mihalíková | 6-4, 6-0  |

#### Sconfitte (2)
| Legenda              |
| -------------------- |
| Grande Slam (0)      |
| Argenti Olimpici (0) |
| WTA Finals (0)       |
| WTA Elite Trophy (0) |
| Dal 2021             |
| WTA 1000 (0)         |
| WTA 500 (0)          |
| WTA 250 (2)          |

| N. | Data            | Torneo                           | Superficie | Compagna            | Avversarie in finale             | Punteggio           |
| 1. | 9 gennaio 2022  | Melbourne Summer Set, Melbourne  | Cemento    | Mayar Sherif        | Bernarda Pera Kateřina Siniaková | 2-6, 7-6(7), [5-10] |
| 2. | 14 gennaio 2022 | Adelaide International, Adelaide | Cemento    | Markéta Vondroušová | Eri Hozumi Makoto Ninomiya       | 6-1, 6(4)-7, [7-10] |

## Statistiche ITF

### Singolare

#### Vittorie (4)
| Torneo $100.000 (0) |
| Torneo $80.000 (0)  |
| Torneo $75.000 (0)  |
| Torneo $60.000 (0)  |
| Torneo $50.000 (0)  |
| Torneo $40.000 (0)  |
| Torneo $25.000 (3)  |
| Torneo $15.000 (0)  |
| Torneo $10.000 (1)  |

| N. | Data            | Torneo                                     | Superficie  | Avversaria in finale | Score       |
| 1. | 13 aprile 2014  | Heraklion Hellenic Zeus Circuit, Heraklion | Cemento     | Pernilla Mendesová   | 6-4, 6-4    |
| 2. | 22 giugno 2015  | Lenzerheide Open, Lenzerheide              | Terra rossa | Nastja Kolar         | 6-3, 6-4    |
| 3. | 14 ottobre 2018 | Obidos Ladies Open, Óbidos                 | Sintetico   | Katarzyna Kawa       | 7-6(3), 6-3 |
| 4. | 1º giugno 2019  | TVN Open, Essen                            | Terra rossa | Paula Badosa Gibert  | 6-2, 7-6(4) |

#### Sconfitte (5)
| Torneo $100.000 (0) |
| Torneo $80.000 (1)  |
| Torneo $75.000 (0)  |
| Torneo $60.000 (0)  |
| Torneo $50.000 (0)  |
| Torneo $40.000 (0)  |
| Torneo $25.000 (3)  |
| Torneo $15.000 (0)  |
| Torneo $10.000 (1)  |

| N. | Data            | Torneo                               | Superficie  | Avversaria in finale | Score            |
| 1. | 21 aprile 2013  | ITF Women's Circuit Antalya, Antalya | Terra rossa | Beatríz Haddad Maia  | 4-6, 3-6         |
| 2. | 31 agosto 2014  | Mamaia Idu Trophy, Mamaia            | Terra rossa | Andreea Mitu         | 2-6, 4-6         |
| 3. | 9 febbraio 2015 | Open GDF Suez De L'Isere, Grenoble   | Cemento (i) | Magda Linette        | 6(2)-7, 6-4, 1-6 |
| 4. | 4 maggio 2015   | Wiesbaden Tennis Open, Wiesbaden     | Terra rossa | Anastasija Sevastova | 1-6, 3-6         |
| 5. | 16 aprile 2023  | Zaragoza Open, Saragozza             | Terra rossa | Viktorija Tomova     | 6-4, 2-6, 3-6    |

### Doppio

#### Sconfitte (2)
| Torneo $100.000 (0) |
| Torneo $80.000 (0)  |
| Torneo $75.000 (0)  |
| Torneo $60.000 (0)  |
| Torneo $50.000 (0)  |
| Torneo $40.000 (0)  |
| Torneo $25.000 (1)  |
| Torneo $15.000 (0)  |
| Torneo $10.000 (1)  |

| N. | Data              | Torneo                           | Superficie  | Compagna           | Avversarie in finale               | Score    |
| 1. | 15 aprile 2012    | ITF Women's Circuit Hvar, Lesina | Terra rossa | Petra Rohanová     | Martina Kubičíková Tereza Smitková | 2-6, 4-6 |
| 2. | 21 settembre 2018 | Lisboa Women Open, Lisbona       | Cemento     | Michaëlla Krajicek | Emma Laine Samantha Murray         | 5-7, 4-6 |

## Vittorie contro giocatrici Top 10
| Stagione | 2022 | Totale |
| Vittorie | 1    | 1      |

| #    | Giocatrice      | Ranking | Evento                | Superficie  | Turno | Punteggio        | Rank. TMR |
| ---- | --------------- | ------- | --------------------- | ----------- | ----- | ---------------- | --------- |
| 2022 |                 |         |                       |             |       |                  |           |
| 1.   | Anett Kontaveit | 3       | Ostrava Open, Ostrava | Cemento (i) | 2T    | 7-6(3), 1-0 rit. | 78        |